# Loch Fell
Loch Fell är ett berg i Storbritannien.   Det ligger i kommunen Dumfries and Galloway och riksdelen Skottland, i den centrala delen av landet, 500 km nordväst om huvudstaden London. Toppen på Loch Fell är 686 meter över havet, eller 166 meter över den omgivande terrängen. Bredden vid basen är 5,6 km.
Terrängen runt Loch Fell är huvudsakligen lite kuperad.Runt Loch Fell är det mycket glesbefolkat, med 7 invånare per kvadratkilometer. Närmaste större samhälle är Moffat, 8,3 km väster om Loch Fell. I omgivningarna runt Loch Fell växer i huvudsak blandskog.